# Гагік Царукян
Гагік Коляєвич Царукян (вірм. Գագիկ Կոլյայի Ծառուկյան) 25 листопада 1956 року в селі Аріндж, Котайкської області, Вірменська РСР) — вірменський підприємець і політичний діяч. Засновник проросійської опозиційної партії «Квітуча Вірменія», депутат Національних зборів Вірменії з 2003 року, президент олімпійського комітету Вірменії.
2003 року обраний депутатом Національних зборів. З 30 квітня 2004-го є керівником партії «Квітуча Вірменія».

## Життєпис
Народився в родині Миколи та Рози Царукянів. Батько родини за професією електрик, займається громадською діяльністю. Мати Роза Царукян за професією бухгалтер, нині бізнесмен і почесний президент Ради жінок партії «Квітуча Вірменія».
Закінчив середню школу в селі Аріндж, де познайомився з майбутньою дружиною Джавахір.
Гагік і Джавахір мають шістьох дітей: Роза, Гаяне, Емма, Анаїт, Нвер і Ованес Царукян.

## Освіта
1989 року закінчив Вірменський державний університет фізичної культури, займався боксом, боротьбою і армреслінгом . Викладач фізичної культури і спорту — тренер з боротьби.

## Кар'єра

### Підприємницька діяльність
З 1980-х років почав займатися підприємницькою діяльністю. З 1992 року був виконавчим директором компанії «Вірменія», тоді ж створив підприємство з виробництва молочних продуктів в селищі Аріндж Абов'янського району (нині Котайський район) . Заснував і очолив багатопрофільний концерн «Мульти Груп», який включає Абов'янський завод з виробництва пива «Котайк», Єреванську хіміко-фармакологічну фірму, мережу меблевих салонів «Мек», коньячно-винно-горілчаний комбінат «НОЙ», цементний завод «Арарат», акціонерне товариство «Авіасервіс», комбінат з промислової переробки каменю « Мулто Стоун», компанію «Мульти Рест Хаус», Глобал Моторс, компанію «Мульти Сіті Хаус» та ін.

### Політична діяльність
Політикою займається з 2000 року. 2003 року обраний депутатом Національних зборів Вірменії від 42-го виборчого округу і донині є депутатом парламенту . У Національних зборах Вірменії третього скликання представлений як незалежний депутат. У 2003—2007 рр. входив до Постійної комісії НС Вірменії з оборони, національної безпеки і внутрішніх справ.
2004 року заснував партію «Квітуча Вірменія», з того часу є її керівником. На парламентських виборах 2007 року партія «Квітуча Вірменія» набрала 202 тис. голосів, отримавши 25 мандатів. На кінець 2009 року парламентська фракція партії налічувала 27 депутатів .
22 квітня 2011 року указом президента РА був включений до складу Ради національної безпеки РА.
6 травня 2012 року на 4-х виборах до Національних Зборів депутат був обраний від 28-го виборчого округу.
5 березня 2015 року він подав у відставку з посади голови партії і голови парламентської фракції «Процвітаюча Вірменія» і пішов з політики.
У 2016 році Гагік Царукян повертається до активної політики.
На парламентських виборах 2017 очолив блок «Царукян», до складу якого увійшли партії «Квітуча Вірменія», «Альянс» та «Місія», представники Вірменського загальнонаціонального руху (Егуд) і партії «Айазн».
9 грудня 2018 року на дострокових виборах до 7-ого скликання Національних Зборів він був обраний депутатом Національних Зборів по загальнодержавному виборчому списку партії «Квітуча Вірменія».

### Президент олімпійського комітету Вірменії
2004 року обраний президентом Національного олімпійського комітету Вірменії (НОКА). Делегація вірменських спортсменів на чолі Царукяном продемонструвала безпрецедентні результати на Олімпійських іграх 2008 року в Пекіні, повернувшись з шістьма бронзовими медалями.
4 грудня 2008 року, 11 березня 2013 року та 21 жовтня 2016 року Генеральна Асамблея Національного Олімпійського Комітету Вірменії (НОК) переобрала Гагіка Царукяна президентом НОКА.

## Нагороди
Нагороджений орденами і медалями:
- орден «Св. Григора Лусаворіча» за діяльність, спрямовану на будівництво церков (2002)[24]
- медаль «Мовсеса Хоренаці» за внесок в розвиток спорту в Вірменії[25]
- орден «Дмитра Донського I ступеня» (2007 рік)[26] за заслуги у справі зміцнення дружби російського та вірменського народів
- медаль «За заслуги перед Вітчизною» I ступеня, за заслуги в справі розвитку спорту і фізичної культури Вірменії (2007 рік)[27]
- російський «імператорський» орден Св. Анни II ступеня (23.12.2011)
- орден «За заслуги перед Вітчизною» II ступеня (2015)
- орден Пошани (2016)[28]
- Орден Дружби народів (Білорусь) (2016)
- золота медаль Європейської федерації з дзюдо[29]